# Königliches Gymnasium zu Ostrowo

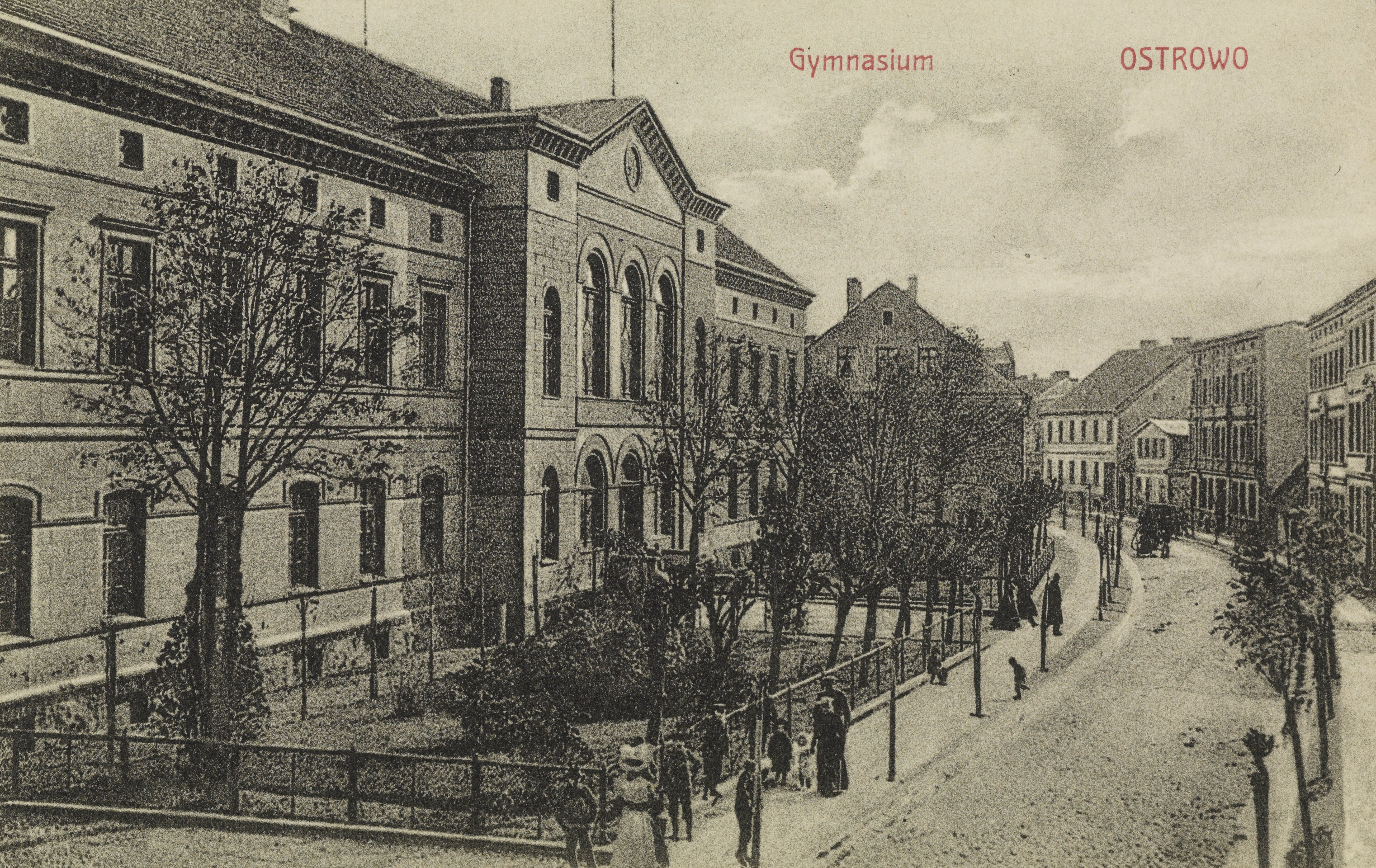
Gymnasium, vor 1900

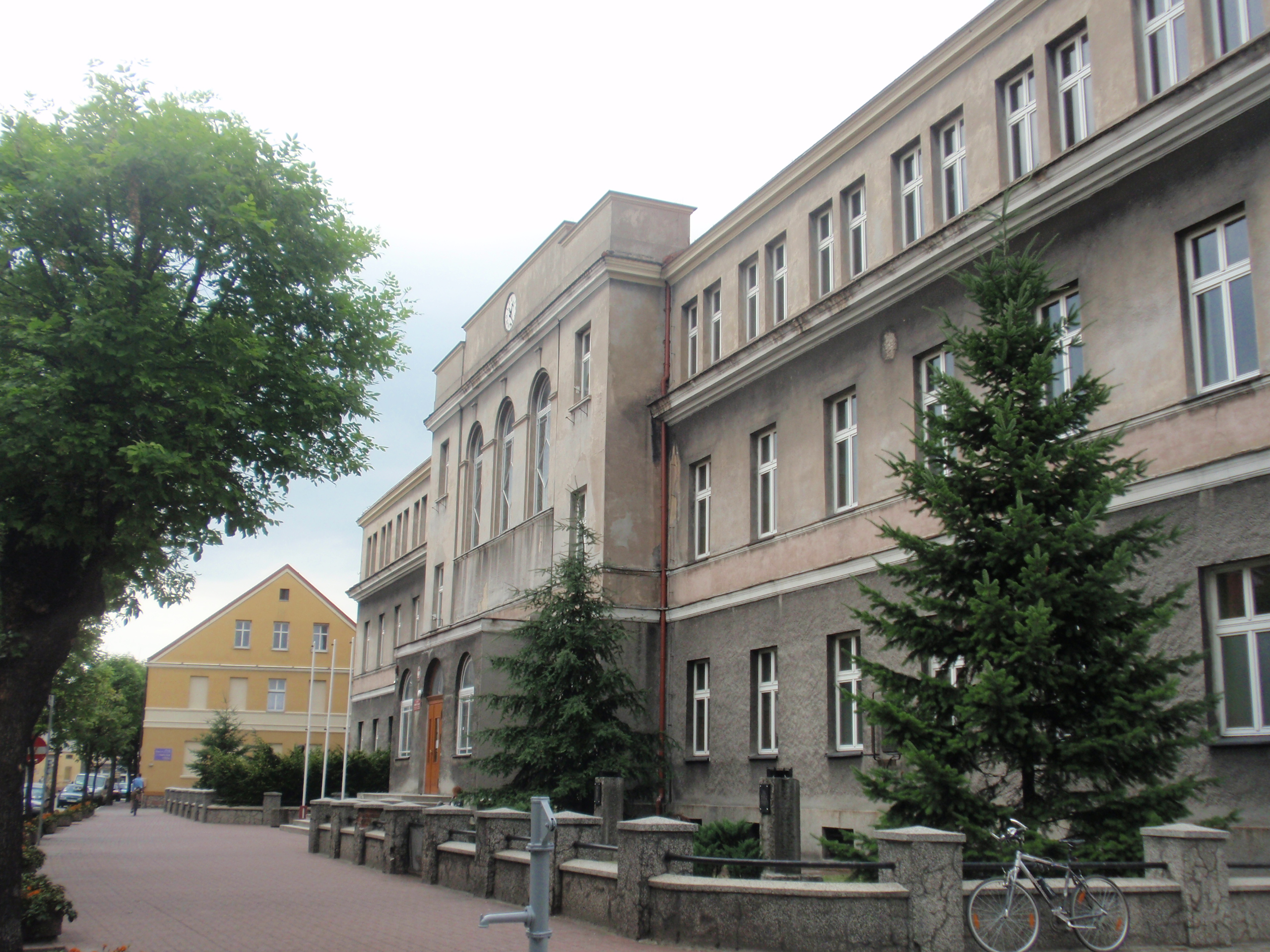
Gymnasiumsgebäude

Das Königliche Gymnasium zu Ostrowo bestand von 1845 bis 1919 als katholisches Gymnasium.

## Geschichte

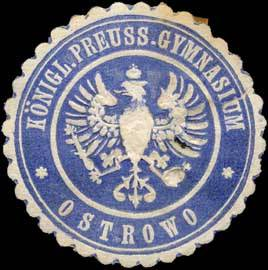
Siegelmarke des Königlichen Gymnasiums

1842 wurde die königliche Genehmigung erteilt, ein Gymnasium in Ostrowo zu gründen. Der Bau wurde zum größten Teil durch Einwohner der Umgebung getragen, da die staatliche Verwaltung ungewöhnlicherweise keine Zuschüsse gewährte, sondern lediglich ein zinsloses Darlehen. Am 15. April 1845 wurde das Gymnasium eröffnet. Es war das dritte katholische in der preußischen Provinz Posen nach dem Gymnasium in Trzemeszno und dem Marien-Gymnasium in Posen, daneben gab es drei evangelische Gymnasien. Es war vor allem für polnische Schüler aus den südlichen Kreisen der Provinz Posen gedacht, etwa ein Drittel waren aber jeweils auch deutsch oder jüdisch.
Die Unterrichtssprache war zunächst in den unteren drei Klassen getrennt polnisch oder deutsch, und in den oberen drei Klassen deutsch, außer in Religionslehre, Polnisch, Französisch, Hebräisch und Griechisch. In den folgenden Jahrzehnten änderte sich dieses langsam, seit 1873 war Deutsch die einzige Unterrichtssprache nach einer allgemeinen Verordnung, auch die Schulprogramme wurden seit diesem Jahr nur noch einsprachig gedruckt. 1903 hatten alle Lehrer deutsche Namen, außer dem katholischen Religionslehrer.
Seit 1919 wurde das Gymnasium unter polnischer Verwaltung weitergeführt. 1939 wurde es geschlossen. Seit 1945 befanden sich dort wieder polnische Schulen, in der Gegenwart ein allgemeinbildendes Liceum.

## Persönlichkeiten
Schüler
- Wojciech Bąk, Dichter
- Edmund Dalbor, Kardinal, Primas von Polen
- Aron Freimann, Historiker
- Aron Heppner, Rabbiner, Historiker r
- Berthold Kempinski, Hotelier
- Otto Landsberg, Politiker
- Stanisław Taczak, General, Teilnehmer des Posener Aufstands